# Diplodia syringae
Diplodia syringae är en svampart som beskrevs av Auersw. 1870. Diplodia syringae ingår i släktet Diplodia och familjen Botryosphaeriaceae.   Inga underarter finns listade i Catalogue of Life.